# Дядя Фестер
Дядя Фестер (Фестер Аддамс) — член вымышленной семьи Адамсов. Его сыграл Джеки Куган в оригинальном телесериале 1964 года, Кристофер Ллойд в двух полнометражных фильмах 1991 и 1993 годов, Майкл Робердс в «Новой семейке Аддамс» 1998 года. Ник Кролл озвучил Фестера в анимационных фильмах 2019 и 2021 годов. В сериале Netflix 2022 года Уэнздей персонажа воплотил Фред Армисен.

## Персонаж
Дядя Фестер — совершенно лысый, сгорбленный и бочкообразный мужчина с тёмными впалыми глазами и часто безумной улыбкой. Он всегда носит тяжелую, пышную шубу. Фестер происходит от персонажа, нарисованного карикатуристом Чарльзом Аддамсом, хотя это были единичные рисунки без историй и имён. Тем не менее, персонажа можно узнать в ряде мультфильмов как по внешнему виду (лысый, сутулый, с впалыми глазами), так и по поведению (например, превращает душ в специальную «опекающую» установку, кормит плазмой крови садовые растения и выпускает орла на соседских домашних голубей). Хотя его время от времени можно видеть с остальной семьей, в частности на обложках антологий, чаще он показан в одиночестве. Иногда указывается, что он живёт в маленькой лачуге, окружённой кованым забором.
Фестер обладает удивительной способностью вырабатывать электричество. Он часто демонстрирует это, помещая себе цоколем в рот обычную лампочку, которая начинает светиться, причём этот процесс сопровождается громким треском. В одном эпизоде ситкома он утверждает, что обладает напряжением 110 вольт, а в другом эпизоде он демонстрирует свою «намагниченность», поднимая рукой металлический пресс-папье. Когда пушечное ядро попадает Дяде Фестеру прямо в голову, он выглядит лишь слегка ошеломленным, в то время как ядро отскакивает от его головы.
У дяди Фестера иногда сильная мигрень, но, кажется, она ему нравится. Фестер облегчает свою мигрень, помещая голову в большой винтовой пресс и сжимая его с такой силой, какую голова обычных людей не смогла бы выдержать. Иногда Фестер использует винтовой пресс таким образом просто для удовольствия.
Несмотря на грозный вид и странное поведение дяди Фестера, он нежен и заботлив ко всем. Он проявляет большое уважение к Гомесу и Мортише. Он всегда проявлял любовь и большую заботу к своим племянницам и племянникам, несмотря на их постоянное озорство.
В оригинальном ситкоме 1960-х годов Фестер считается дядей Мортиши по материнской линии (его имя рифмуется с именем Хестер, матери Мортиши), но в 1970-х годах он «стал» братом Гомеса. Во всех адаптациях он является либо дядей, либо двоюродным дядей Уэнздей и Пагсли.

## Телесериалы
В телесериалах 1960-х годов Фестер (изображенный Джеки Куганом) является дядей Мортиши Аддамс. В одном эпизоде он был смущён, когда спросили его фамилию, предположив, что забыл её. В нескольких эпизодах Фестер называет родословную Аддамсов так, будто она его собственная, возможно, имея в виду определённую степень переплетения кровного родства в обеих их семейных линиях, но воспоминания в эпизодах «Роман Мортиши, части 1 и 2» чётко указывают на то, что он дядя Мортиши, брат её матери, Хестер Фрамп, она же Бабушка Фрамп (в исполнении Маргарет Гамильтон), чья девичья фамилия так же не разглашается. В разных эпизодах он был партнёром в типичных схемах ситкома с Гомесом, Мортишей или бабушкой Аддамс, что указывает на то, что ни одному члену семейства он не отдаёт предпочтения перед другими.
Сериал 1998 года продолжает традицию, когда Фестер (изображённый канадским актёром Майклом Робердсом) является биологическим братом Гомеса, но между этой версией и сериалом 1960-х это единственная видимая разница. В дополнение к оригинальному сериалу о способности дяди Фестера накапливать электроэнергию, в одном из эпизодов инопланетяне чуть не похитили его, чтобы использовать для питания своего космического корабля; инопланетяне отпускают дядю Фестера, но только после того, как «клонируют» его для путешествия домой на космическом корабле.
В шоу Netflix «Уэнздей» Фестера играет Фред Армисен. Здесь дядя Фестер помогает Уэнздей разгадывать тайны города Иерихон и академии Невермор. Благодаря своему увлечению электричеством теперь он может выпускать молнию из рук.

## Фильмы и мультфильмы
В фильме 1991 года «Семейка Аддамс» Фестер (его играет Кристофер Ллойд) предстаёт давно потерянным братом Гомеса Аддамса. Считалось, что он потерялся в Бермудском треугольнике 25 лет назад. Ростовщица по имени Эбигейл Крейвен (в исполнении Элизабет Уилсон) сговаривается украсть состояние Аддамса с помощью своего сына Гордона, который имеет жуткое сходство с пропавшим Фестером. В ту ночь, когда Аддамсы проводят спиритический сеанс, чтобы связаться с духом Фестера, в их дверях появляется Гордон, выдавая себя за Фестера. Несмотря на то, что сначала он был смущен и напуган Адамсами, Гордон начинает любить семью и их странный образ жизни. В конце концов он не слушается своей матери и помогает Гомесу и его семье вернуть свой дом. Позже оказалось, что Гордон на самом деле Фестер; из-за исчезновения он страдал от амнезии, и Эбигейл нашла его и убедила, что он её сын. В конце концов, к Фестеру возвращается память после удара молнии в голову, что также дает ему способность проводить электричество. В домашнем видео о детстве Гомеса показано, что Фестер уже в детстве был безволосым (хотя, как Гордон, он сначала появляется с каштановыми вьющимися волосами, а позже показан бритым).
Фестер, снова в исполнении Ллойда, появляется в продолжении франшизы, фильме Семейные ценности Адамсов 1993 года. Его привлекает Дебби Джеллински (в исполнении Джоан Кьюсак), которую Гомес и Мортиша наняли няней для своих детей. Дебби выходит замуж за Фестера с намерением убить его и унаследовать его долю состояния Аддамсов, но он выживает после каждого покушения на его жизнь. После того, как она нечаянно убивает себя током, пытаясь убить всю семью, Фестер оплакивает её смерть. Через некоторое время Фестера начинает привлекать Деменция (роль которой исполняет Кэрол Хенкинс), няня, которую кузен Итт и его жена наняли, чтобы ухаживать за их ребёнком.
Фестер снова появляется в фильме «Воссоединение семейки Аддамс», роль исполнил Патрик Томас. Здесь Фестер изображён как безумный учёный, вызывающий в памяти старые ужастики класса B. Он создает собаку по имени Батчер («Мясник») в качестве подарка на день рождения для Пагсли — собаку, которая превращается в животное, пожирающее шерсть, когда кто-то говорит «хороший мальчик». В конце концов, Батчер нападает на кузена Итта, который, разумеется, очень нервничает возле него.
Фестера озвучивает Ник Кролл в компьютерной анимационной адаптации «Семейки Адамсов» и её продолжении, где ему дают голос в стиле Гилберта Готфрида.

## Мюзикл
В оригинальном бродвейском актёрском составе мюзикла роль дяди Фестера сыграл Кевин Чемберлен. За эту роль он был номинирован на премию Тони. Позже эту роль играли Брэд Оскар, Блэйк Хаммонд, Рассел Дикстра и Шон Райс. Это воплощение Фестера — рассказчик, и влюбленный в месяц. Тема любви, очевидно, является его «специальностью», он поёт песню о любви к луне, аккомпонируя себе на укулеле. Фестер также общается с предками больше других персонажей на протяжении всего шоу.

## Видеоигры
Дядя Фестер появлялся в нескольких видеоиграх о семье Аддамс как игровой персонаж. Он является главным героем Fester’s Quest, игры для NES, и главным игровым персонажем в игре Addams Family Values — для SNES. Он также является главным героем аркадной машины «Electrifying», где имитация «поражения электрическим током» проходит через игрока, который держится за две ручки.